# 중화인민공화국의 부주석
중화인민공화국 부주석(中华人民共和国副主席)은 중화인민공화국의 헌법상 국가 부수반이다. 약칭으로는 국가부주석(중국어 간체: 国家副主席)으로 부른다. 주석직과 함께 개폐되어, 1975년에 폐지되었다가 1983년에 부활되었다. 중화인민공화국 헌법 상 국가부주석 역시 국가주석과 마찬가지로 만 45세 이상인 자가 피선거권을 가진다.

## 역사
1949년 10월 1일 중화인민공화국이 건국되어 주더(朱德), 류사오치(劉少奇), 쑹칭링(宋慶齡), 창란(張瀾), 가오강(高崗), 리치션(李濟深) 등이 공동으로 중앙인민정부 부주석으로서 국가 부수반에 취임하였다. 1954년 9월 20일 제1차 전국인민대표자대회에서 중화인민공화국 헌법이 제정되면서 국가 부주석이라는 이름으로 설치되었다. 9월 27일에 주더가 중화인민공화국의 국가 부주석으로 취임했다. 1975년에 헌법 개정으로 폐지되었다가 1982년에 부활되고 1983년에 우란푸를 부주석으로 선출하여 현재까지 이어지고 있다.

## 선출 방법
중화인민공화국의 헌법(1982년 헌법)에 의하면, 중화인민공화국의 공민으로, 선거권 및 피선거권을 가지는 만 45세 이상 성인이, 전국인민대표대회에 의해 국가 부주석으로 선출된다. 임기는 5년이고, 최대 2선 이상 선출을 금지하고 있다. 주석직 승계 또는 부주석의 궐위 시 전국 인민 대표자 대회에서 보궐선거로 선출한다.

## 역대 부주석 목록

### 중화인민공화국 중앙인민정부 부주석(1949년 10월 1일-1954년 9월 27일)
- 해당 기간 동안 다음 여섯 사람이 공동으로 부주석에 재임했음.

| 사진 | 이름                  | 사진 | 이름                      |
| ---- | --------------------- | ---- | ------------------------- |
|      | 주더 朱德, 주덕       |      | 류사오치 劉少奇, 류소기   |
|      | 쑹칭링 宋慶齡, 송경령 |      | 창란(zh) 張瀾, 장란       |
|      | 가오강(zh) 高崗, 고강 |      | 리치션(zh) 李濟深, 리제심 |

### 중화인민공화국 부주석(1954년 9월 27일- )
| 대                                             | 사진 | 이름                      | 취임일          | 퇴임일          |
| ---------------------------------------------- | ---- | ------------------------- | --------------- | --------------- |
| 1                                              |      | 주더 朱德, 주덕           | 1954년 9월 27일 | 1959년 4월 27일 |
| 2                                              |      | 쑹칭링 宋慶齡, 송경령     | 1959년 4월 27일 | 1975년 1월 17일 |
| 3                                              |      | 둥비우 董必武, 동필무     | 1965년 1월 3일  | 1975년 1월 17일 |
| 부주석직 폐지(1975년 1월 17일~1983년 6월 18일) |      |                           |                 |                 |
| 4                                              |      | 우란푸 烏蘭夫, 오란부     | 1983년 6월 18일 | 1988년 4월 8일  |
| 5                                              |      | 왕전 王震, 왕진           | 1988년 4월 8일  | 1993년 3월 26일 |
| 6                                              |      | 룽이런 榮毅仁, 영의인     | 1993년 3월 27일 | 1998년 3월 15일 |
| 7                                              |      | 후진타오 胡錦濤, 호금도   | 1998년 3월 15일 | 2003년 3월 15일 |
| 8                                              |      | 쩡칭훙 曾慶紅, 증경홍     | 2003년 3월 15일 | 2008년 3월 15일 |
| 9                                              |      | 시진핑 習近平, 습근평     | 2008년 3월 15일 | 2013년 3월 15일 |
| 10                                             |      | 리위안차오 李源潮, 이원조 | 2013년 3월 15일 | 2018년 3월 17일 |
| 11                                             |      | 왕치산 王岐山, 왕기산     | 2018년 3월 17일 | 2023년 3월 10일 |
| 12                                             |      | 한정 韓正, 한정           | 2023년 3월 10일 | 현재            |

## 같이 보기
- 중화인민공화국의 주석
- 중화인민공화국의 국무원총리
- 중화민국 부총통